# Untul pământului

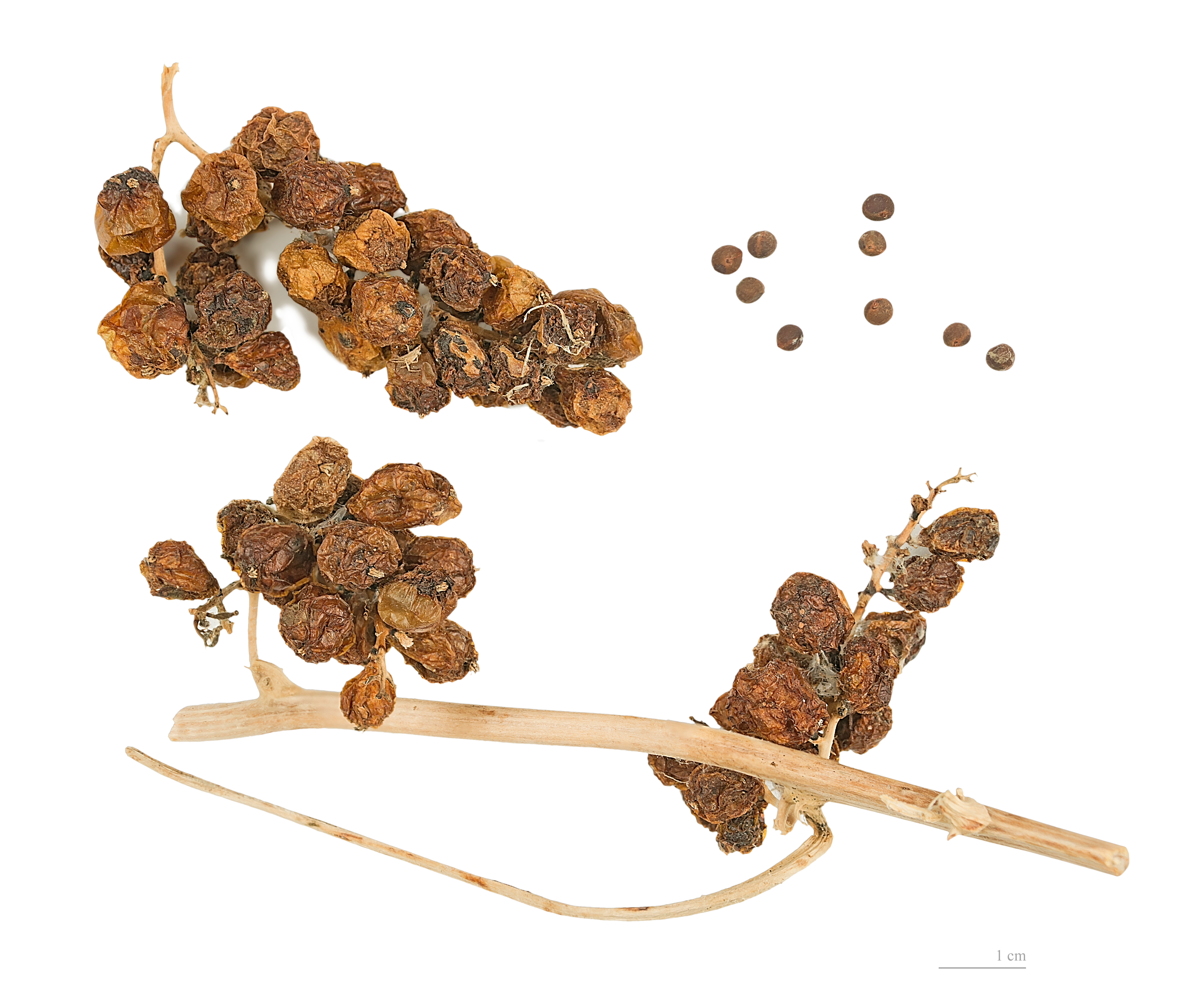
Dioscorea communis

Untul pământului (Dioscorea communis sau Tamus communis) este o specie de plantă înfloritoare din familia Dioscoreaceae și este cunoscută în mod obișnuit sub denumirile de brusture negru, sigiliul doamnei sau smârdar negru.

## Descriere
Este o plantă erbacee cățărătoare care crește până la 2-4 m înălțime, cu tulpini care se învârt în sens antiorar. Frunzele sunt dispuse spiralat, în formă de inimă, având până la 10 cm lungime și 8 cm lățime, cu un picioruș de până la 5 cm lungime. Este dioică, cu plante separate de sex masculin și feminin. Florile sunt individual inconspicue, de culoare verde-gălbuie, cu diametrul de 3-6 mm, având șase petale; florile masculine sunt produse în raceme subțiri de 5-10 cm, iar cele feminine în grupuri mai scurte. Fructul este o bobă roșie strălucitoare, cu diametrul de 1 cm. Tuberul său destul de mare este, ca și restul plantei, otrăvitor.

## Distribuție
Dioscorea communis este nativă și răspândită în întreaga Europă centrală și de sud, nord-vestul Africii și vestul Asiei, de la Irlanda până la Insulele Canare, la est până în Iran și Crimeea.

## Habitat
Dioscorea communis este o plantă tipică a subsolului pădurii, de la nivelul mării până la munți, de obicei în păduri dense, dar poate fi găsită și în pajiști și garduri vii.

## Utilizări
Toate componentele plantei brusture negru, inclusiv tuberculii, sunt otrăvitoare datorită conținutului de saponină, așa că de obicei nu se utilizează intern; totuși, a fost folosită ca cataplasmă pentru vânătăi și articulații inflamate. S-a sugerat că brusturele negru să fie utilizat cu prudență pe piele, deoarece planta poate provoca vezicule dureroase.
Sinonimele pentru Dioscorea communis sunt Tamus communis și Tamus communis.
Black Bryony este extrem de otrăvitoare și nu trebuie deloc ingerată în stare crudă. Când este gătită, lăstarii tineri sunt consumați în mod obișnuit în sudul Franței, Grecia, Spania, Portugalia, Italia și Croația.

## Substanțe Constitutive
Planta Untul pământului este toxică datorită prezenței saponinelor și oxalatului de calciu în părțile sale. Fricționarea sucului de fructe sau rădăcinilor pe piele poate provoca iritații cutanate, datorate cristalelor minuscule de oxalat și histaminei din sucul plantei.  Rădăcina conține, de asemenea, derivate de fenantren, glicozidele Dioscin și Gracillin, și derivatii acestora. Studii de laborator au indicat potențialul antiinflamator al sucului rădăcinii.  În medicina populară, planta a fost utilizată în trecut pentru tratamentul reumatismului și contuziilor, motiv pentru care poartă și denumirea franceză „herbe aux femmes battues” („Iarba femeilor bătute”). În prezent, planta are o anumită relevanță în homeopatie.

## Chimie
Rizomul conține fenantrene (7-hidroxi-2,3,4,8-tetrametoxifenantren, 2,3,4-trimetoxi-7,8-metilendioxifenantren, 3-hidroxi-2,4,-dimetoxi-7,8-metilendioxifenantren, 2-hidroxi-3,5,7-trimetoxifenatren și 2-hidroxi-3,5,7-trimetoxi-9,10-dihidrofenantren).

## Galerie

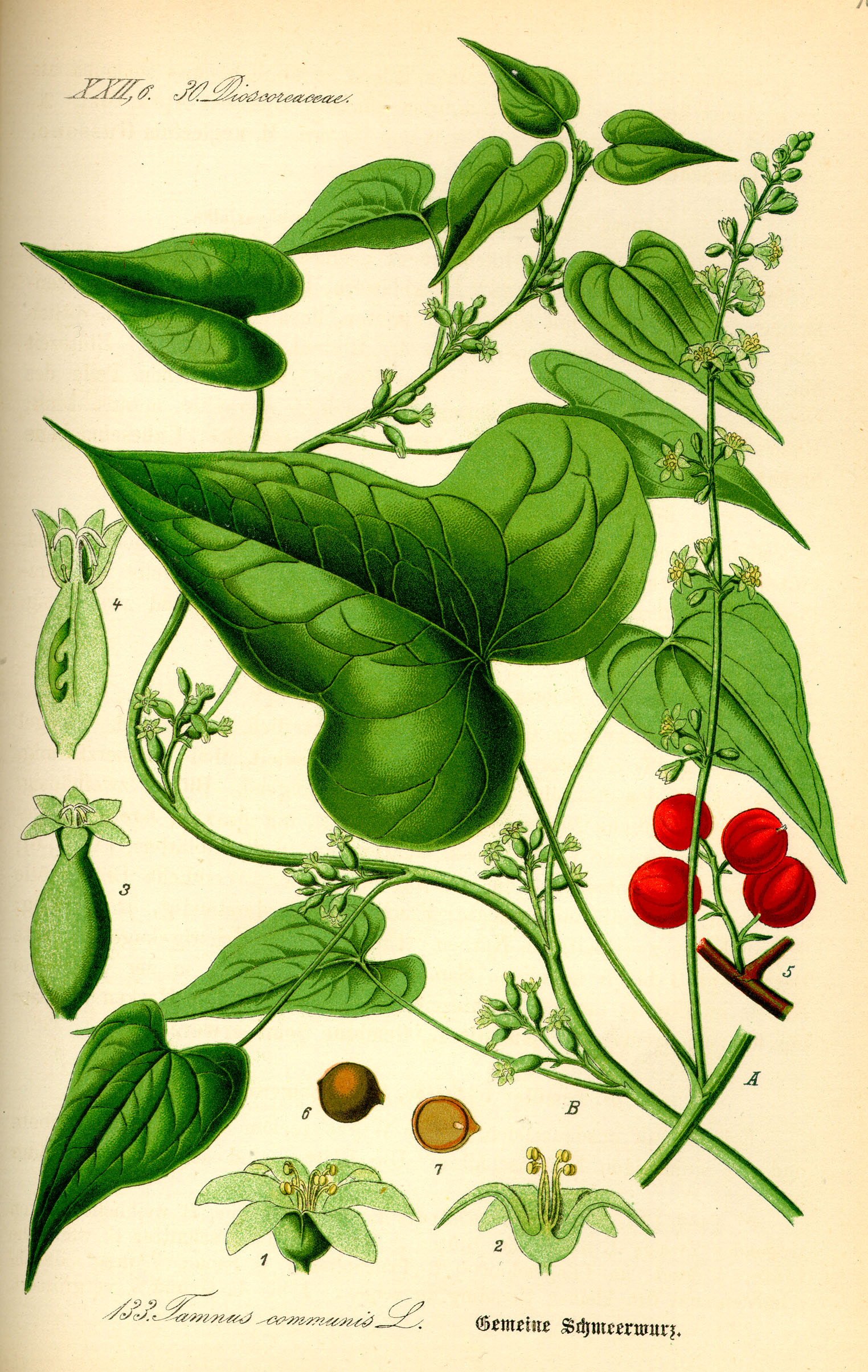
Ilustrație din Flora von Deutschland, Österreich und der Schweiz 1885
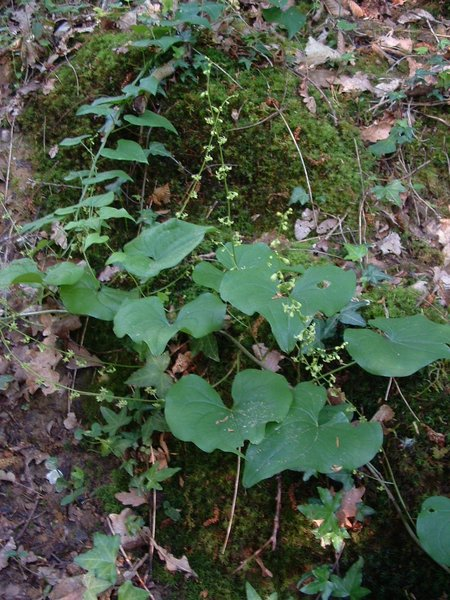
Planta de Dioscorea communis
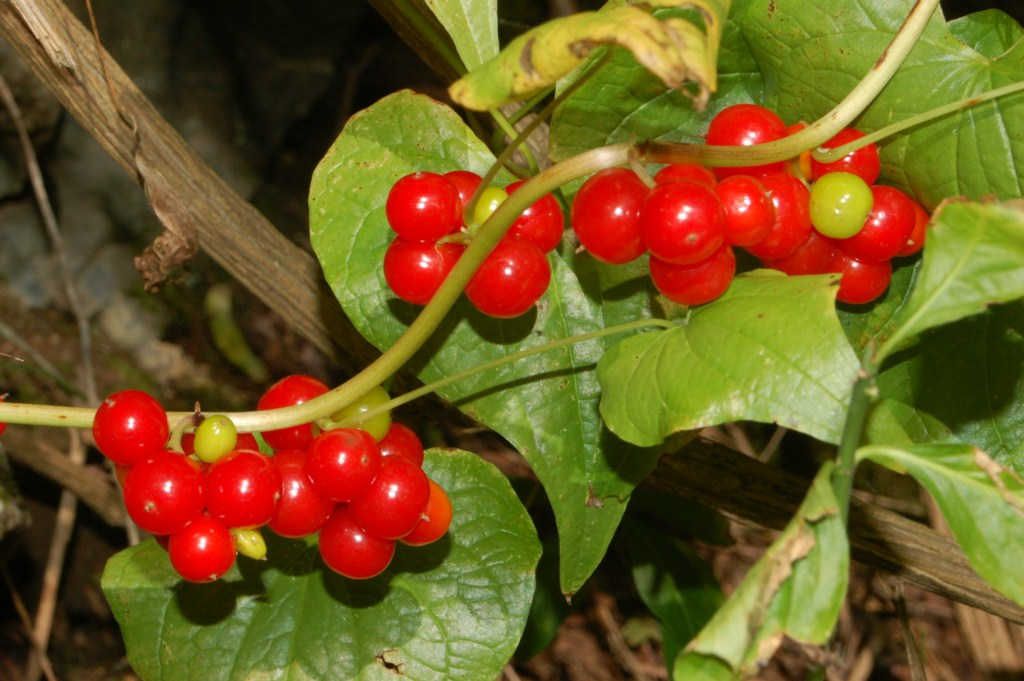
Prim-plan cu fructe de Dioscorea communis
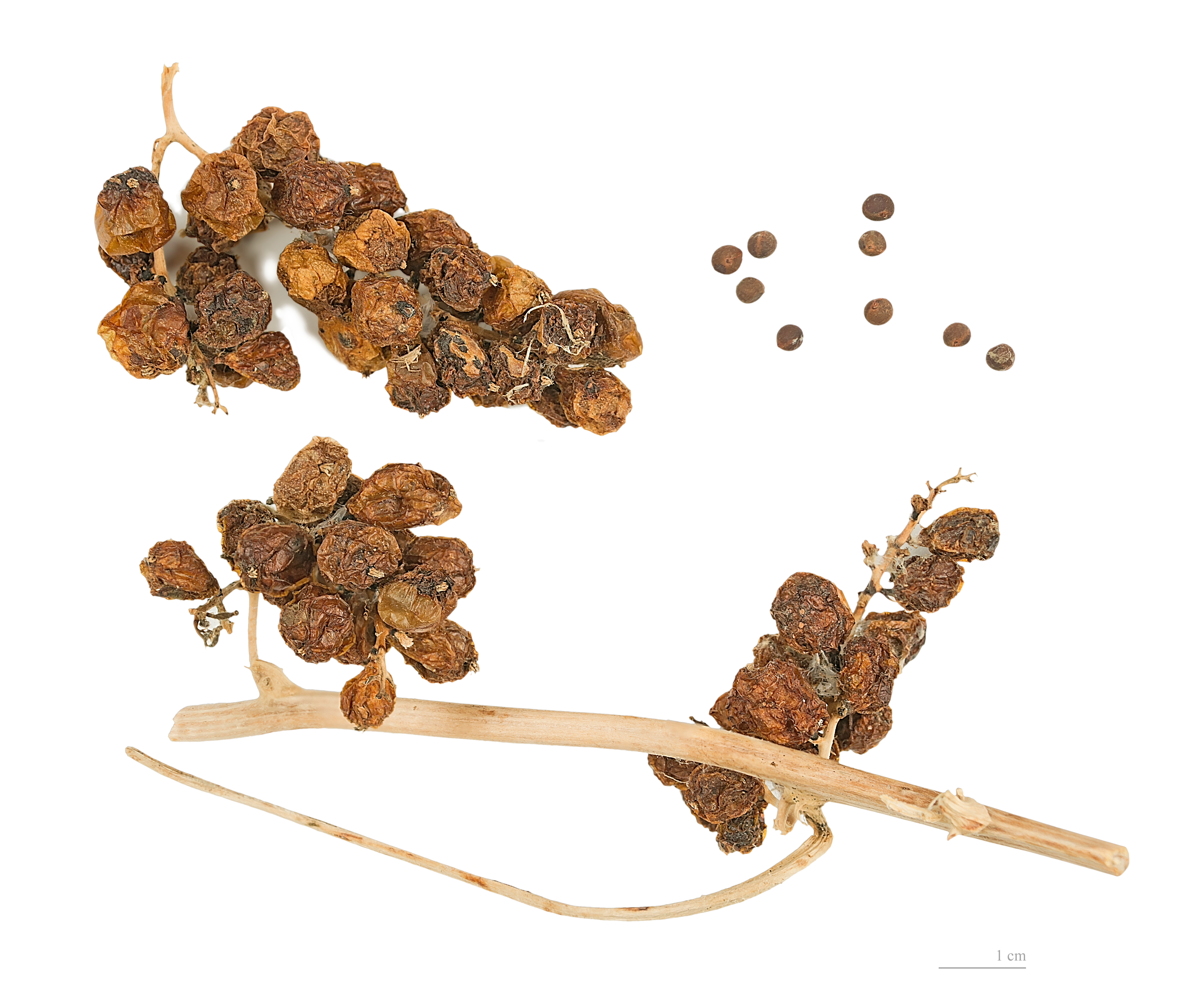
Fructe și semințe
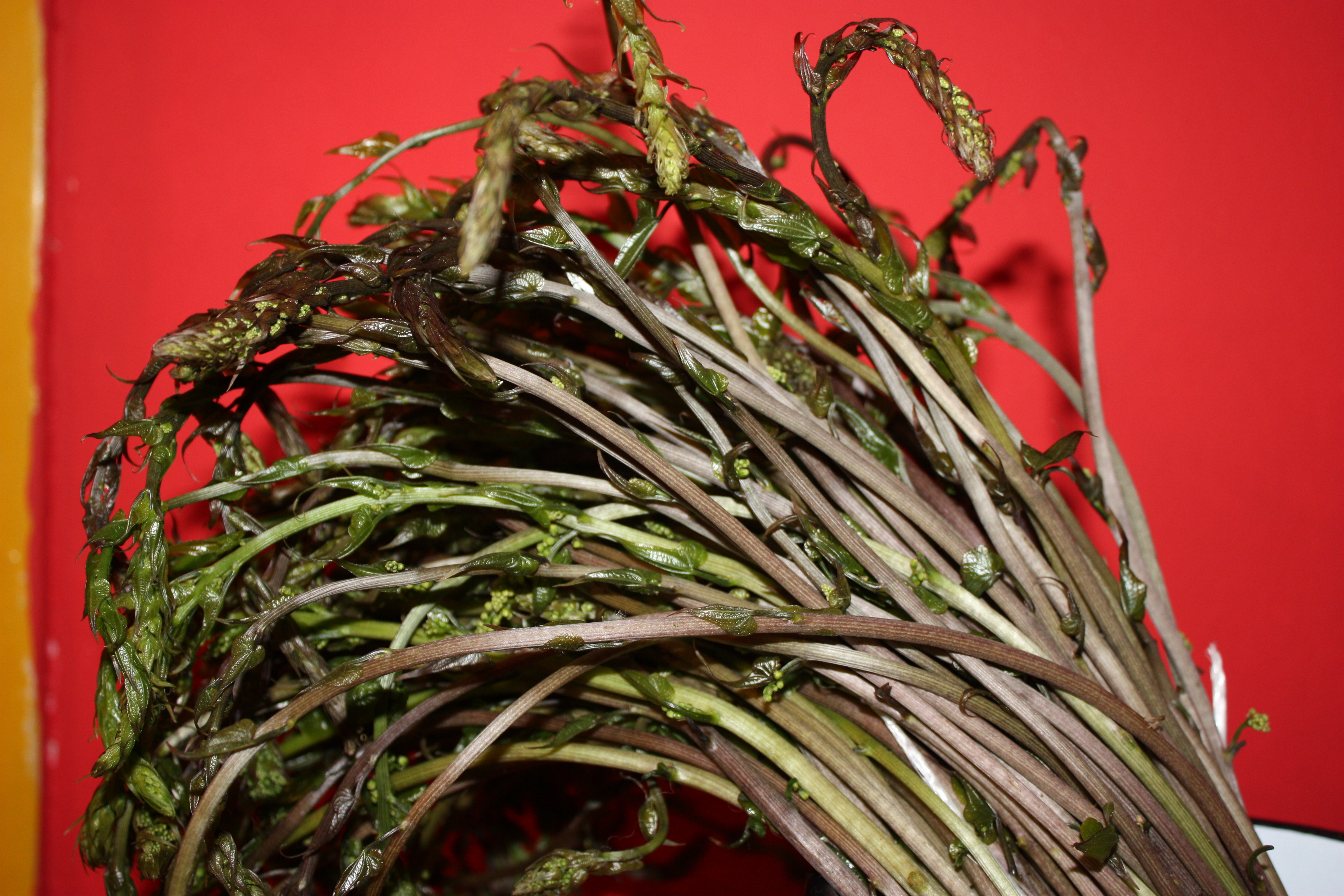
Lăstarii tineri - parte comestibilă a bryony negru